# Teddy Mayer

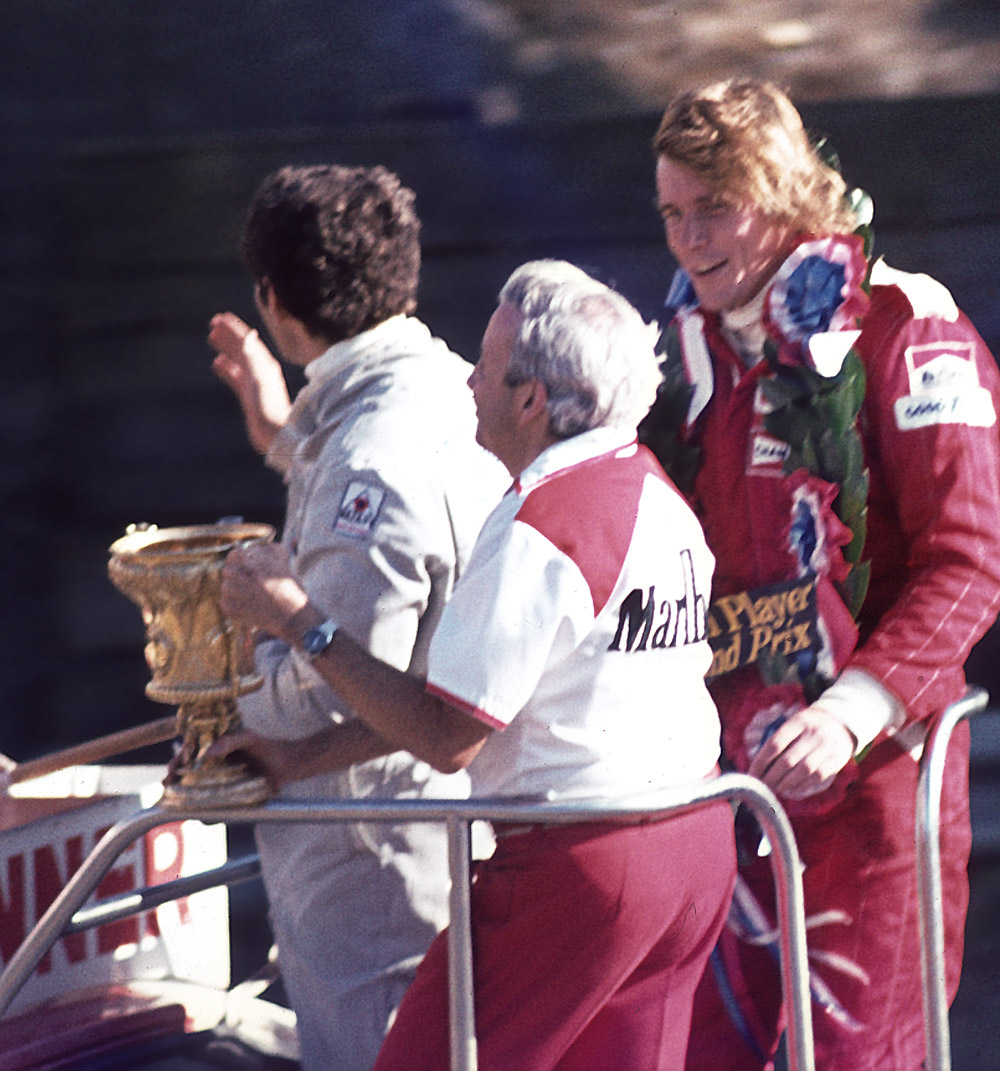
Teddy Mayer vorne mit Pokal bei Siegesfeier von James Hunt beim John Player Grand Prix 1976

Edward Everett „Teddy“ Mayer (* 8. September 1935 in Scranton, Pennsylvania; † 30. Januar 2009 in England) war ein US-amerikanischer Unternehmer und Manager. Von 1970 bis 1982 war er Miteigentümer und Teamchef des Formel-1-Teams McLaren.

## Leben
Mayer studierte Rechtswissenschaften und kam schon während des Studiums durch seinen dort als Fahrer aktiven Bruder Timmy in Kontakt mit der Formel Junior. Nach seinem Abschluss 1962 zogen beide, begleitet von dem Fahrer Peter Revson, nach England, wo sie sich dem neugegründeten Formel-1 Team von Bruce McLaren anschlossen. Nach den tödlichen Rennunfällen seines Bruders 1964 sowie Bruce McLarens 1970 wurde er zum Teamchef des McLaren-Rennstalls. Unter seiner Führung holten Emerson Fittipaldi 1974 und James Hunt 1976 den Weltmeistertitel der Formel 1. Nachdem die Erfolge gegen Ende der 1970er Jahre nachließen, kam es auf Betreiben des Hauptsponsors Marlboro zu einem Zusammenschluss von McLaren und Project Four, welches von Ron Dennis geleitet wurde. Nach zwei Jahren der gemeinsamen Teamleitung verkaufte Mayer seine Anteile und verließ das Team.
Er wechselte daraufhin zur Championship Auto Racing Teams Rennserie, wo er unter dem Namen Mayer Motor Racing ein eigenes Team hatte. 1985 kehrte er kurzzeitig als Manager des Teams Haas Lola zur Formel 1 zurück, durch den Rückzug des Hauptsponsors war das Team jedoch bereits 1986 zur Aufgabe gezwungen. Er schloss sich daraufhin dem NASCAR- und Indycar-Team Penske Racing an, wo er bis 2007 als Manager und Berater tätig war.